# Brome dressé
Pour les articles homonymes, voir Brome (homonymie).
Bromus erectus
Espèce
Classification phylogénétique
Le Brome dressé, ou Brome érigé, Bromus erectus, synonyme Bromopsis erecta, est une plante herbacée vivace de la famille des Poacées (graminées). Elle est caractéristique des prairies calcicoles de type Mésobromion.

## Description
C'est une herbe vivace, en touffe, à tiges dressées de 50 à 100 cm de haut. Elle présente des inflorescences en panicules dressés composés d'épillets souvent violacés. Les fleurs apparaissent entre mai et juillet.

## Distribution
Zones tempérées de l'Eurasie, plutôt sur sols calcaires.

## Écologie
C'est une plante courante dans les habitats qui lui conviennent, notamment les pelouses mésophiles à mésoxérophiles.
C'est une très bonne pionnière, qui se montre volontiers dominante (ou co-dominante, par exemple avec Brachypodium pinnatum), laquelle peut toutefois être favorisée par le désherbage, la gestion par le feu, et surtout en contexte d'eutrophisation.